# Рахматуллин, Морган Абдуллович
Морган Абдуллович Рахматуллин (30 мая 1927, село Мелеуз, Башкирская АССР, СССР — 14 октября 2006; Москва, Россия) — советский и российский историк, историограф, декабристовед, пушкинист. Доктор исторических наук, ведущий научный сотрудник Института российской истории РАН. Специалист в области экономической и социальной истории России XVIII—XIX веков, крестьянского движения, общественной мысли в России, истории народов России (СССР).

## Биография
М. А. Рахматуллин родился 30 мая 1927 года в селе Мелеуз (в 1939 преобразовано в рабочий посёлок) Башкирской АССР. По национальности — татарин. Отец Абдулла Галеевич (1896—1938) — учитель. Мать Хуршида Сиразеевна (1904—1995) — учитель в начальных классах, заслуженный учитель Башкирской АССР (1944), была награждена медалью «За доблестный труд в Великой Отечественной войне 1941—1945 гг.» и орденом Трудового Красного Знамени. Старший брат Казбек (род. 1924) во время Великой Отечественной войны добровольцем ушёл на фронт, погиб в Сталинградской битве 26 сентября 1942 года.
По окончании 8 классов средней школы М. А. Рахматуллин пошёл на 3-месячные курсы шофёров. С июля 1942 года работал сначала слесарем-мотористом, а затем — шофёром Стерлитамакской автотранспортной роты. В июне 1944 года М. А. Рахматуллин призвался в Красную армию и был направлен курсантом в Криворожскую авиашколу пилотов ГВФ, которую окончил в марте 1947 года. Служил электромехаником в авиационных частях в Киеве и Ворошилове (ныне Уссурийск). 19 августа 1952 года он в звании лейтенанта уволился в запас и с того же года работал шофёром-механиком автобазы городской больницы в Уфе.
В 1953 году М. А. Рахматуллин поступил на исторический факультет Московского государственного университета им. М. В. Ломоносова. Специализировался на истории СССР периода капитализма. Его преподавателями были С. С. Дмитриев, И. Д. Ковальченко, П. Г. Рындзюнский, а на последних курсах М. А. Рахматуллин занимался историей внешней политики России под руководством С. К. Бушуева. В 1958 году он окончил истфак МГУ, защитив дипломную работу по теме «Англо-русские противоречия в Средней Азии в конце XIX в. (Афганский кризис 1885 г.)». В том же году М. А. Рахматуллин был направлен в Институт истории АН СССР (с 1968 — с Институт истории СССР АН СССР, с 1992 — Институт российской истории РАН), где последовательно работал — научно-техническим сотрудником сектора капитализма (с 1959 — сектора феодализма), с 1960 — младшим научным сотрудником, затем научным сотрудником, с 2 апреля 1981 — старшим научным сотрудником и с 1 октября 1986 — ведущим научным сотрудником.
В 1967 году М. А. Рахматуллин в ИИ АН СССР защитил диссертацию на соискание учёной степени кандидата исторических наук по теме «Крестьянское движение в России в 1826—1829 гг.», а в 1988 году там же защитил докторскую диссертацию по теме «Крестьянское движение в великорусских губерниях в 1826—1857 годах».
В 1970 году М. А. Рахматуллин был откомандирован в редакцию журнала «История СССР» (с 1992 — «Отечественная история») на должность заведующего отделом истории СССР периода феодализма. С 1980 года — член редколлегии и заместитель главного редактора журнала. В 2004 году директор ИРИ РАН А. Н. Сахаров уволил М. А. Рахматуллина из штата института. Однако по настоянию научной общественности, включая ряда академиков РАН, М. А. Рахматуллин был оставлен в должности заместителя главного редактора «Отечественная история», а также стал ведущим специалистом издательства «Наука».
14 октября 2006 года М. А. Рахматуллин погиб в результате наезда на него «лихача-водителя».
В 2010 году под грифом Института славяноведения РАН и Центра военно-патриотического и гражданского воспитания (М.) было выпущено посмертное издание в виде сборника научных работ М. А. Рахматуллина «Екатерина II, Николай I, А. С. Пушкин в воспоминаниях современников».

## Семья
Жена Эмилия Степановна Раевская — по образованию историк (однокурсница М. А. Рахматуллина), с 1978 года на инвалидности, умерла в 2005 году.
На момент гибели М. А. Рахматуллина его сын оставался холостым.

## Рецензии
- Петров Ю. А. Рахматуллин М. А. Екатерина II, Николай I, А. С. Пушкин в воспоминаниях современников / отв. ред. А. Н. Цамутали, сост. А. Л. Хорошкевич. — Институт славяноведения РАН. — М.: Памятники исторической мысли, 2010. — 640 с. // Вестник Российского гуманитарного научного фонда. — М.: Изд-во РГНФ, 2011. — № 4 (65). — С. 180—183. — ISSN 2411-7234.
- Кахк Ю. Ю. Рахматуллин М. А. Крестьянское движение в великорусских губерниях в 1826—1857 гг. М.: Наука, 2010. — 303 с. // Вопросы истории. — М., 1992. — № 2. — С. 178—180. — ISSN 0042-8779.